# Битва під Тьюксбері
Битва під Тьюксбері (англ. Battle of Tewkesbury) — битва між військами Ланкастерів та Йорків під час війни Червоної та Білої троянд у західній Англії, на території графства Глостершир, що відбулась 4 травня 1471 року і завершилась переконливою перемогою Йорків. Битва під Тьюксбері завершила один з періодів цієї війни, за якими йшли 14 років миру, що тривав аж до виступу Генрі Тюдора проти короля Річарда III.

## Передісторія
До битви під Тьюксбері душевнохворий король з династії Ланкастерів Генріх VI був повторно схоплений своїм супротивником, королем з Йоркського дому Едуардом IV, та ув'язнений в Тауері. Постійна зміна на королівському троні Англії була наслідком інтриг «Творця королів», Річарда Невілла, графа Воріка, який спочатку підтримував Едуарда IV, а потім посварився з ним та перейшов на бік Генріха VI. Ворік загинув у битві під Барнетом за два тижні до битви під Тьюксбері.
Другу армію ланкастерців, що діяла в Англії, очолювала дружина короля Генріха Маргарита Анжуйська та їхній 17-річний син Едуард Вестмінстерський, принц Уельський. Дізнавшись про розгром йоркцями військ Воріка, приголомшена Маргарита повела свою армію до річки Северн поблизу міста Глостер, щоб переправитись через неї, але в цьому їй завадив комендант Глостера Річард Бошамп, прибічник Йорків. Тут її наздогнали війська йоркців під командуванням Едуарда IV.

## Хід битви
Військове командування армією ланкастерців прийняв на себе Едмунд Бофорт, 4-й герцог Сомерсет, досвідчений полководець. Однак він недооцінив сили й можливості супротивника, що мав до того ж і перевагу в артилерії. Припустившись тактичної помилки, Сомерсет дозволив молодшому брату короля Едуарда IV Річарду (майбутньому королю Річарду III) атакувати й перекинути фланги бойової лінії Ланкастерів. Наступна паніка спричинила поспішну втечу всієї армії, в якій Сомерсет звинуватив одного зі своїх воєначальників, лорда Венлока (раніше слугував Йоркам), і стратив його (за іншими даними Венлоку вдалось втекти).
На полі бою, названому Криваві луки (Bloody Meadow), загинула половина війська Ланкастерів. Серед загиблих був і спадкоємець короля Генріха VI Едуард Вестмінстерський. Відповідно до легенди Едуард загинув від руки свого родича, молодшого брата короля Едуарда IV, герцога Кларенса. Едуард Вестмінстерський є єдиним в історії Англії принцом Вельським, що загинув у битві. Надалі всі полководці ланкастерців, які брали участь у битві під Тьюксбері, були заарештовані та страчені. Королева Маргарита Анжуйська та її невістка Анна Невілл, дочка Воріка і вдова Едуарда Вестмінстерського, потрапили у полон до Едуарда IV Йорка. За кілька днів після цієї битви в Тауері було вбито ув'язненого там Генріха VI.
Частина вцілілих ланкастерців після розгрому на Кривавому лузі зуміли дістатись ближнього абатства Тьюксбері. На одних з дверей у Тьюксберійському абатстві збереглись 68 металевих пластин від обладунків бригантина, в яких воїни бились під Тьюксбері.